# Зуева, Анастасия Платоновна
Анастаси́я Плато́новна Зу́ева (6 (18) декабря 1896, с. Никольское-на-Крюку, Одоевский уезд, Тульская губерния, Российская империя — 23 марта 1986, Москва, СССР) — русская и советская актриса театра и кино. Лауреат Сталинской премии второй степени (1952). Народная артистка СССР (1957).

## Биография
Родилась 6 (18) декабря 1896 года в зажиточной крестьянской семье в селе Никольское-на-Крюку (Никола-Крюк) Одоевского уезда или в одной из соседних деревень, относившихся к данному церковному приходу. Имелась информация, что А. П. Зуева родилась 5 (17) декабря 1896 года в селе Спасское, однако исследование архивных документов, проведённое в 2022 г., предлагает другой год рождения — 1894. На могиле же актрисы указан 1896 год, который, по мнению её родственников, является единственно правильным.
Родителями Анастасии были Платон Петрович Зуев, бывший дворовой человек села Спасского Крапивенского уезда, и Прасковья Филимоновна, дочь временнообязанного крестьянина из д. Лелюхиной Белёвского уезда. Когда Анастасии было 4 года, умер её отец, который по семейным воспоминаниям работал гравёром по самоварам.
Некоторое время училась в Ольгинской женской гимназии в Туле, но решила стать актрисой.
В 1915 году окончила школу драматического искусства под руководством Н. Г. Александрова, Н. О. Массалитинова и Н. А. Подгорного (с 1916 — 2-я студия МХТ).
В 1916 году была принята во 2-ю студию МХАТ, в 1924 году — в труппу МХАТ им. Горького.
В 1928 году с успехом сыграла Матушку в «Унтиловске» Л. М. Леонова, затем — Матрёну в инсценировке романа Л. Н. Толстого «Воскресение». М. Горький, посмотрев актрису в роли Матрёны, сказал: «Лучше, чем в жизни». Вскоре после этого была сыгранная роль, удивившая многие поколения зрителей. Это была Коробочка — помещица с умом ребёнка из «Мёртвых душ» Н. В. Гоголя, инсценированных специально для Московского Художественного театра М. А. Булгаковым. Эту роль актриса блестяще играла с 1932 года до конца жизни.
В кино актриса впервые снялась в 1932 году в фильме «Просперити». Затем были небольшие роли в картинах «Светлый путь», «Пир в Жирмунке», «Родные поля», «Первая перчатка», «Донецкие шахтёры», «Васёк Трубачёв и его товарищи». Известна ролями сказительницы в советских фильмах-сказках режиссёра А. А. Роу, а также сюжете «Царевна-Несмеяна» в киножурнале «Ералаш».
Работала на радио, принимала участие в озвучивании мультфильмов. Оставила мемуары.
Скончалась на 92-м году жизни 23 марта 1986 года в Москве. Похоронена на Новодевичьем кладбище.

## Личная жизнь
- Первый муж (c 1917—?) — Иван Евсеев, инженер-путеец, железнодорожный инспектор
  - Сын — Константин Иванович Евсеев (1919—1986). Назван в честь Станиславского. Муж настаивал на уходе со сцены. Анастасия Платоновна отказалась покинуть сцену — последовал развод. Сын остался жить с отцом, впоследствии стал военным инженером, окончил академию Жуковского, математик, после ухода с военной службы работал в космической отрасли.
    - Внучка — Елена Константиновна Симакова, окончила МГИМО
      - Правнук — Владимир Александрович Симаков, окончил Финансовую Академию
      - Праправнук — Георгий Владимирович Симаков, школьник 10 класс

    - Внук — Виктор Константинович Евсеев, окончил МГИМО
      - Правнучка — Анастасия Викторовна Евсеева, биотехнолог, окончила МИТХТ им. М. В. Ломоносова (кафедра Н. А. Преображенского)

    - Внук — Игорь Константинович Дернов. Жил в г. Омске (23 мая 1957 г. — 12 декабря 2003 г.).
- Второй муж (с начала 1930-х годов) — Виктор Александрович Оранский (1899—1953), композитор.

Квартира актрисы в Камергерском переулке, напротив МХАТа, на многие годы стала центром притяжения не только для творческой Москвы — здесь бывали М. Булгаков, Б. Ливанов, актёры, музыканты и писатели, но и для военной элиты СССР. В. Чкалов, Б. Шапошников — будущий маршал Советского Союза, его жена, которая до конца жизни оставалась ближайшей подругой актрисы, их друзья становились постоянными гостями этого по-русски хлебосольного дома. По Тверской улице, в доме Елисеевского магазина, этажами выше жили сотрудники Коммунистического интернационала, среди которых был и И. Броз Тито, который также стал частым гостем московской квартиры актрисы. Всеволод Шиловский в своих воспоминаниях о старом МХАТе пишет о забавном случае, когда на одном из приёмов актёров МХАТа, приехавших в Югославию на гастроли, в разговоре с Тито, Анастасия Платоновна простодушно спросила — «и какова же численность твоих войск, Иосип?», на что смутившийся Тито ответил — «потом, Настя, потом…». Анастасия Зуева отличалась необыкновенным комедийном талантом не только на сцене, но и в жизни. Рассказывая простую житейскую историю с неподражаемой интонацией, она умела так расставить акценты, что слушатели буквально покатывались со смеху.
Б. Л. Пастернак написал такие строки к одному из юбилеев актрисы.
Анастасии Платоновне Зуевой.
Прошу простить. Я сожалею.
Я не смогу. Я не приду.
Но мысленно — на юбилее,
В оставленном седьмом ряду.
Стою и радуюсь, и плачу,
И подходящих слов ищу,
Кричу любые наудачу,
И без конца рукоплещу.
Смягчается времён суровость,
Теряют новизну слова.
Талант — единственная новость,
Которая всегда нова.
Меняются репертуары,
Стареет жизни ералаш.
Нельзя привыкнуть только к дару,
Когда он так велик, как ваш.
Он опрокинул все расчёты
И молодеет с каждым днём,
Есть сверхъестественное что-то
И что-то колдовское в нём.
Для вас в мечтах писал Островский
И вас предвосхищал в ролях,
Для вас воздвиг свой мир московский
Доносчиц, приживалок, свах.
Движеньем кисти и предплечья,
Ужимкой, речью нараспев
Воскрешено Замоскворечье
Святых и грешниц, старых дев.
Вы — подлинность, вы — обаянье
Вы вдохновение само.
Об этом всём на расстояньи
Пусть скажет вам моё письмо.

## Звания и награды
- Заслуженная артистка РСФСР (1933)
- Народная артистка РСФСР (1938)
- Народная артистка СССР (1957)
- Сталинская премия второй степени (1952) за исполнение роли Евдокии Прохоровны в фильме «Донецкие шахтёры»
- Два ордена Ленина (26.10.1948, 27.02.1967)
- Орден Трудового Красного Знамени (28.12.1976)
- Орден Дружбы народов (12.01.1982)
- Орден «Знак Почёта» (03.05.1937) — за выдающиеся заслуги в деле развития русского театрального искусства
- Медаль «За доблестный труд в Великой Отечественной войне 1941—1945 гг.»
- Медаль «В память 800-летия Москвы»

## Творчество

### Роли
2-я студия МХТ
- 1916 — «Зелёное кольцо» З. Н. Гиппиус — Варя
- 1916 — «История лейтенанта Ергунова» И. С. Тургенева (пост. Е. Краснопольской) — мадам Фритче
- «Младость» Л. Н. Андреева
- «Сказка об Иване-дураке» М. А. Чехова по Л. Н. Толстому

МХАТ им. Горького
- 1918 — «Село Степанчиково и его обитатели» по Ф. М. Достоевскому — Приживалка
- 1921 — «Ревизор» Н. В. Гоголя — гостья
- 1922 — «Синяя птица» М. Метерлинка — Тильтиль
- 1925 — «Горе от ума» А. С. Грибоедова — княжна Тугоуховская
- 1925 — «Елизавета Петровна» Д. П. Смолина — Бенигма Бирон
- 1925 — «На всякого мудреца довольно простоты» А. Н. Островского — 1-я приживалка Турусиной
- 1925 — «Пугачёвщина» К. А. Тренёва — Кума
- 1927 — «Царь Фёдор Иоаннович» А. К. Толстого — Василиса Волохова
- 1928 — «Унтиловск» Л. М. Леонова — Матушка
- 1928 — «Растратчики» по В. П. Катаеву — Певица
- 1928 — «Бронепоезд 14-69» Вс. В. Иванова — Баба
- 1929 — «Блокада» Вс. В. Иванова — Обывательница с куклой
- 1929 — «Сёстры Жерар» В. З. Масса — Прислужница
- 1930 — «Воскресение» по Л. Н. Толстому — Матрёна
- 1930 — «Три толстяка» по сказке Ю. К. Олеши — тётушка Ганимед
- 1931 — «Хлеб» В. М. Киршона — Мокрина
- 1932 — «Мёртвые души» по Н. В. Гоголю — Настасья Петровна Коробочка
- 1933 — «Таланты и поклонники» А. Н. Островского — Домна Пантелевна
- 1934 — «Егор Булычов и другие» М. Горького — знахарка Зобунова
- 1934 — «Гроза» А. Н. Островского — Феклуша
- 1936 — «Пиквикский клуб» по Ч. Диккенсу — мисс Уордль
- 1937 — «Любовь Яровая» К. А. Тренёва — Марья
- 1937 — «Земля» Н. Е. Вирты — Марфа
- 1938 — «Достигаев и другие» М. Горького — Чугунова
- 1941 — «Школа злословия» Р. Шеридана — Миссис Кэндер
- 1942 — «Кремлёвские куранты» Н. Ф. Погодина — Анна Чуднова
- 1942 — «На дне» М. Горького — Квашня
- 1946 — «Последняя жертва» А. Н. Островского — Глафира Фирсовна
- 1948 — «Лес» А. Н. Островского — Улита
- 1948 — «Зелёная улица» А. А. Сурова — Авдотья Ивановна
- 1949 — «Илья Головин» С. В. Михалкова — Луша
- 1951 — «Плоды просвещения» Л. Н. Толстого — Кухарка Лукерья
- 1956 — «Кремлёвские куранты» Н. Ф. Погодина — Анна Чуднова
- 1957 — «Безымянная звезда» М. Себастиана — мадемуазель Куку
- 1958 — «Три сестры» А. П. Чехова — Анфиса
- 1961 — «Хозяин» И. Соболева — Лукерья
- 1962 — «Дом, где мы родились» («Третья сестра») П. Когоута — Домохозяйка
- 1963 — «Бронепоезд 14-69» Вс. В. Иванова — Баба
- 1963 — «Егор Булычов и другие» М. Горького — знахарка Зобунова
- 1966 — «Ревизор» Н. В. Гоголя — Пошлёпкина
- 1971 — «Дульсинея Тобосская» А. М. Володина — Анна — Мария
- 1973 — «На всякого мудреца довольно простоты» А. Н. Островского — Манефа
- 1976 — «Уходя, оглянись…» Э. Я. Володарского — Варвара Антоновна
- 1977 — «Чеховские страницы» по А. П. Чехову — Старуха
- «На дне» М. Горького — Анна

### Фильмография
1. 1932 — Просперити — классная дама
2. 1940 — Светлый путь — Аграфена
3. 1940 — Пятый океан — Дарина Егоровна, мать Наташи
4. 1941 — Боевой киносборник № 6 (новелла «Пир в Жирмунке») — Прасковья
5. 1944 — Родные поля — Леска Бугорная
6. 1944 — Юбилей — Мерчуткина
7. 1946 — Первая перчатка — жена Привалова
8. 1950 — Донецкие шахтёры — Евдокия Прохоровна
9. 1951 — Спортивная честь — Екатерина Николаевна Гринько
10. 1952 — Ревизор — Февронья Петровна Пошлёпкина
11. 1955 — Васёк Трубачёв и его товарищи — тётя Дуня
12. 1956 — Дело № 306 — свидетельница
13. 1958 — Жених с того света (короткометражный) — Анна Михайловна
14. 1959 — Хождение по мукам (фильм № 3. «Хмурое утро») — просительница у Махно
15. 1960 — Поднятая целина (фильм-спектакль)
16. 1960 — Русский сувенир — Егоркина, жена сибирского охотника
17. 1960 — Мёртвые души (фильм-спектакль) — Коробочка
18. 1960 — Воскресение — Матрёна Харина
19. 1963 — Понедельник – день тяжёлый — посудомойка
20. 1964 — Живёт такой парень — бабка Марфа
21. 1964 — Морозко — сказительница
22. 1964 — Одиночество — Аксинья
23. 1967 — Кремлёвские куранты (фильм-спектакль) — Анна Власьевна
24. 1968 — Огонь, вода и… медные трубы — сказительница
25. 1968 — Барсуки (фильм-спектакль) — Анисья
26. 1969 — Варвара-краса, длинная коса — сказительница
27. 1969 — Егор Булычов и другие (фильм-спектакль) — Зобунова
28. 1969 — Цветы запоздалые (фильм-спектакль, реж. А. Наль) — Прохоровна
29. 1971 — Поженились старик со старухой (короткометражный) — Авдотья Никитична
30. 1972 — День за днём — бабуня
31. 1972 — Записки Пиквикского клуба (фильм-спектакль) — миссис Уордль
32. 1972 — Золотые рога — сказительница
33. 1976 — На всякого мудреца довольно простоты (фильм-спектакль) — Манефа
34. 1976 — Ну, публика! (фильм-спектакль) — Петровна
35. 1977 — Чеховские страницы (фильм-спектакль) (по рассказу «Канитель») — старуха
36. 1977 — И снова Анискин — бабка Лизавета Григорьевна Толсты́х
37. 1979 — Мёртвые души (фильм-спектакль) — Коробочка
38. 1981 — Уходя, оглянись... (фильм-спектакль) — Варвара Антоновна
39. 1982 — Там, на неведомых дорожках... — бабушка Глафира Андреевна

### Киножурнал «Фитиль»
1. 1964 — Выпуск № 19 (новелла «Ягодки») — женщина в очереди (нет в титрах)

### Киножурнал «Ералаш»
1. 1978 — Выпуск № 15 (сюжет «Ещё раз к вопросу о тимуровской работе») — старушка
2. 1978 — Выпуск № 16 (сюжет «Царевна-Несмеяна») — сказительница

### Озвучивание мультфильмов
1. 1950 — Сказка о рыбаке и рыбке — Старуха
2. 1951 — Высокая горка — Сойка
3. 1952 — Снегурочка — Бобылиха
4. 1953 — Волшебная птица — боярыня
5. 1953 — Волшебный магазин — матрёшка
6. 1953 — Сестрица Алёнушка и братец Иванушка — читает текст
7. 1959 — Приключения Буратино — черепаха Тортила (в титрах не указана)
8. 1984 — Сказка о царе Салтане — Сватья баба Бабариха

### Озвучивание фильмов
1. 1933 — Гроза
2. 1936 — Бесприданница
3. 1981 — Крепыш

### Участие в фильмах
1. 1974 — Любимые роли. А. П. Зуева в пьесах А. Н. Островского (документальный)
2. 1975 — О нашем театре (документальный)

## Память
В декабре 2016 года горельеф с изображением Анастасии Зуевой в образе «сказительницы» был открыт в подмосковной Дубне.